# Сражение при Габбарде
Сражение при Га́ббарде (англ. Battle of the Gabbard) — морское сражение Первой англо-голландской войны, произошедшее 2 (12) — 3 (13) июня 1653 года между английским и голландским флотами у отмели Габбард у побережья графства Суффолк.

## Перед сражением
После поражения в трехдневном Портлендском сражении голландцы были изгнаны из Ла-Манша. Северное море нужно было во что бы то ни стало сохранить открытым, а для этого необходимо было вновь бросить вызов английскому флоту, несмотря на то, что, как выяснилось в предыдущем сражении, он начал применять линейную тактику, что не позволяло более легким голландским кораблям победить англичан. В линии оборонительное построение могло оптимально использовать свою огневую мощь и сконцентрировать ее на атакующем. Поскольку голландцы прекрасно понимали это, их боевой дух был очень низким.

## Ход сражения
В начале сражения английский флот под командованием «морских генералов» Джорджа Монка и Ричарда Дина, адмиралов Джона Лоусона и Уильяма Пенна насчитывал 100 кораблей. Голландцы имели 98 кораблей под командованием лейтенант-адмирала Мартена Тромпа и вице-адмирала Витте де Витта, разделенных на пять эскадр.
12 июня 1653 года голландцы пошли в атаку, но она была отбита, более того, английская линейная тактика заставила голландцев дорого заплатить за поспешное наступление. Голландский флот, состоявший из более легких кораблей, был серьезно поврежден и потерял два корабля.
13 июня к англичанам присоединились корабли адмирала Роберта Блейка, но Тромп все равно решил попробовать ещё раз прямую атаку, хотя его корабли практически остались без боеприпасов. Внезапный штиль, однако, сделал голландские корабли легкой добычей для дальнобойных английских пушек. Голландцы были разгромлены, англичане преследовали их до наступления темноты, захватив 11 кораблей. Всего сражение стоило голландцам 17 судов. Англичане не потеряли ни одного корабля, но был убит Ричард Дин. Тактически это сражение было самым тяжелым поражением в голландской морской истории, за исключением битвы у Лоустофта. Стратегически это поражение грозило катастрофическими последствиями.
В свою очередь англичанам победа вернула контроль над Ла-Маншем и значительной частью Северного моря. После битвы англичане начали блокаду голландского побережья, захватив множество торговых судов и парализовав голландскую экономику. Флоты снова встретились 8-10 августа 1653 года в битве при Схевенингене.